# 8206 Masayuki
8206 Masayuki è un asteroide della fascia principale. Scoperto nel 1994, presenta un'orbita caratterizzata da un semiasse maggiore pari a 2,1809550 UA e da un'eccentricità di 0,0464165, inclinata di 1,46929° rispetto all'eclittica.